# Orrin Evans
Orrin Evans (né le 28 mars 1975) est un pianiste de Jazz américain. Il naît à Trenton (New Jersey) et grandit à Philadelphie. Il étudie à l'Université Rutgers puis auprès de Kenny Barron. Il commence comme sideman auprès de Bobby Watson, Ralph Peterson, Duane Eubanks et Lenora Zenzalai-Helm, et publie son premier album en tant que leader en 1994. Il signe chez Criss Cross Jazz en 1997, enregistrant de façon prolifique sur ce label. Il reçoit une bourse Pew Fellowships in the Arts en 2010.
En 2017, Evans est nommé nouveau pianiste de The Bad Plus pour remplacer Ethan Iverson. Il quitte le groupe à l’amiable en 2021 afin de se consacrer à son propre ensemble.
Evans est marié à la chanteuse Dawn Warren Evans, qui est également sa manageuse.

## Discographie

### En tant que leader
| Année d’enregistrement | Titre                                   | Label                  | Musiciens / Remarques |
| ---------------------- | --------------------------------------- | ---------------------- | --- |
| 1995                   | The Trio                                | Black Entertainment    | Avec Matthew Parrish (basse), Byron Landham (batterie) ; réédité en 2001 sous le titre Deja Vu sur Imani |
| 1996                   | Justin Time                             | Criss Cross Jazz       | Avec John Swana (trompette), Tim Warfield (saxophone ténor), Rodney Whitaker (basse), Byron Landham (batterie) |
| 1997–98                | Captain Black                           | Criss Cross Jazz       | Avec Sam Newsome (saxophone soprano), Antonio Hart (saxophone alto), Ralph Bowen (saxophone ténor, soprano et alto), Tim Warfield (saxophone ténor), Avishai Cohen (basse), Rodney Whitaker (basse), Ralph Peterson (batterie) |
| 1998                   | Grown Folk Bizness                      | Criss Cross Jazz       | Avec Sam Newsome (saxophone soprano), Ralph Bowen (saxophone ténor, alto), Rodney Whitaker (basse), Ralph Peterson (batterie) |
| 1999                   | Listen to the Band                      | Criss Cross Jazz       | Avec Duane Eubanks (trompette), Sam Newsome (saxophone soprano), Ralph Bowen (saxophone ténor, alto), Reid Anderson (basse), Nasheet Waits (batterie) |
| 2000?                  | Seed                                    | Imani                  | En tant que Seed : Mike Boone (basse), Rodney Green (batterie) et Dawn Warren (voix) |
| 2001                   | Blessed Ones                            | Criss Cross Jazz       | Avec Eric Revis (basse), Nasheet Waits et Edgar Bateman (batterie) |
| 2002                   | Meant to Shine                          | Palmetto Records       | Avec Eric Revis (basse), Gene Jackson (batterie) ; certains morceaux avec Sam Newsome (saxophone soprano) ; certains morceaux avec Ralph Bowen (saxophone ténor, clarinette basse, flûte, saxophone soprano) |
| 2003                   | Luvpark                                 | Imani                  | En tant que Luvpark : Ralph Bowen (saxophone), Donald Edwards (batterie), J. D. Walter et Dawn Warren (voix) |
| 2004                   | Live At Widener University              | Imani                  | En concert, sous le nom The Band : J. D. Allen (saxophone ténor), Sam Newsome (saxophone soprano), Reid Anderson (basse), Nasheet Waits (batterie) |
| 2004                   | Easy Now                                | Criss Cross Jazz       | Avec Ralph Bowen (saxophone soprano, alto), Mike Boone et Eric Revis (basse), Byron Landham et Rodney Green (batterie) |
| 2006?                  | The Trio – Live in Jackson, Mississippi | Imani                  | Trio : Madison Rast (basse), Byron Landham (batterie) ; en concert |
| 2006                   | Tarbaby                                 | Imani                  | En tant que Tarbaby : Stacy Dillard et J. D. Allen (saxophone ténor), Eric Revis (basse), Nasheet Waits (batterie) |
| 2009                   | Faith in Action                         | Posi-Tone Records      | Avec Luques Curtis (basse), Nasheet Waits, Rocky Bryant et Gene Jackson (batterie) |
| 2010?                  | The End of Fear                         | Posi-Tone Records      | En tant que Tarbaby : J. D. Allen (saxophone ténor), Oliver Lake (saxophone alto), Nicholas Payton (trompette), Eric Revis (basse), Nasheet Waits (batterie) |
| 2010                   | Captain Black Big Band                  | Posi-Tone Records      | En concert, sous le nom Captain Black Big Band |
| 2010                   | Freedom                                 | Posi-Tone Records      | Avec Larry McKenna (saxophone ténor), Dwayne Burno (basse), Byron Landham (batterie, percussions), Anwar Marshall (batterie) |
| 2011?                  | Ballad of Sam Langford                  | Hipnotic               | En tant que Tarbaby : Oliver Lake (saxophone), Ambrose Akinmusire (trompette), Eric Revis (basse), Nasheet Waits (batterie) |
| 2011                   | Fanon                                   | RogueArt               | En tant que Tarbaby : Oliver Lake (saxophone alto), Marc Ducret (guitare), Eric Revis (basse), Nasheet Waits (batterie) |
| 2011                   | Mother's Touch                          | Posi-Tone Records      | En tant que Captain Black Big Band |
| 2012                   | Flip the Script                         | Posi-Tone Records      | Avec Eric Revis, Ben Wolfe, Alex Claffy et Luques Curtis (basse), Donald Edwards (batterie) |
| 2013                   | ...It Was Beauty                        | Criss Cross Jazz       | Avec Eric Revis (basse), Donald Edwards (batterie) |
| 2014                   | Liberation Blues                        | Smoke Sessions Records | En concert : Sean Jones (trompette), J. D. Allen, Luques Curtis (basse), Bill Stewart (batterie) |
| 2014                   | The Evolution of Oneself                | Smoke Sessions Records | Avec Christian McBride (basse), Karriem Riggins (batterie) ; deux morceaux avec Marvin Sewell (guitare) ; un morceau avec J. D. Walter (voix) |
| 2016                   | #knowingishalfthebattle                 | Smoke Sessions Records | Certains titres en trio : Luques Curtis (basse), Mark Whitfield Jr. (batterie) ; Kurt Rosenwinkel et Kevin Eubanks (guitare), Caleb Wheeler Curtis (saxophone et flûte), M'Balia Singley (voix) ajoutés sur certains morceaux |
| 2016                   | Presence                                | Smoke Sessions Records | Avec le Captain Black Big Band : Troy Roberts (saxophone ténor), Caleb Wheeler Curtis et Todd Bashore (saxophone alto), John Raymond, Josh Lawrence et Bryan Davids (trompette), David Gibson, Stafford Hunter et Brent White (trombone), Madison Rast (basse), Anwar Marshall et Jason Brown (batterie) |
| 2019                   | The Intangible Between                  | Smoke Sessions Records | Avec le Captain Black Big Band : Troy Roberts (saxophone ténor), Stacy Dillard (saxophone ténor et soprano), Immanuel Wilkins (saxophone alto et soprano), Todd Bashore (flûte et saxophone alto), Caleb Wheeler Curtis (saxophone alto), Sean Jones, Josh Lawrence et Thomas Marriott (trompette), David Gibson, Stafford Hunter et Reggie Watkins (trombone), Dylan Reis, Eric Revis, Luques Curtis et Madison Rast (basse), Mark Whitfield Jr., Anwar Marshall et Jason Brown (batterie) |
| 2021                   | The Magic Of Now                        | Smoke Sessions Records | Avec Vicente Archer (basse), Bill Stewart (batterie), Immanuel Wilkins (saxophone alto) |
| 2023                   | The Red Door                            | Smoke Sessions Records | Nicholas Payton (trompette), Wallace Roney (trompette), Gary Thomas (saxophone ténor et flûte), Larry McKenna (saxophone ténor), Robert Hurst (basse), Buster Williams (basse), Marvin « Smitty » Smith (batterie), Gene Jackson (batterie) |